# Molophilus (Molophilus) bruchi
Molophilus (Molophilus) bruchi is een tweevleugelige uit de familie steltmuggen (Limoniidae). De soort komt voor in het Neotropisch gebied.